# Niedźwiedza
Niedźwiedza – wieś w Polsce położona w województwie małopolskim, w powiecie brzeskim, w gminie Dębno.
Wieś powstała w XIV w., założona przez Spytka Leliwitę z Melsztyna. Jej właścicielami byli też później Jordanowie, Tarłowie oraz Lanckorońscy. W 1595 roku wieś położona w powiecie sądeckim województwa krakowskiego była własnością kasztelanowej krakowskiej Anny z Sieniawskich Jordanowej. W latach 1975–1998 miejscowość administracyjnie należała do województwa tarnowskiego. Integralne części miejscowości: Dudkówka, Kunówka, Nowa Wieś Gwoździecka, Nowa Wieś Złocka, Święchowska Góra, Tekielówka.
W miejscowości znajduje się publiczna szkoła podstawowa. Działa Towarzystwo Miłośników Kultury Ludowej oraz Zespół Niedźwiedzoki.